# Zef Jubani
Zef Jubani, född 1818, död 1880 i Shkodra i Albanien, var en albansk författare och patriot. De ekonomiska studierna avslutade han vid ett universitet i Malta och förespråkade ekonomisk utveckling och välstånd i Albanien. Han är en av grundarna till en organisation som motarbetade den osmanska militära närvaron i Albanien. För att bevara den albanska folkkulturen skrev han en bok med titeln Populära albanska sånger och rapsodier.